# R&D SPORT
R&D SPORT（アールアンドディースポーツ）は、SUPER GTに参戦する日本のレーシングチームである。正式商号は株式会社アールアンドデースポーツ。
元々はレーシングカーコンストラクターの東京R&Dの関連会社だったが、2008年3月末で資本関係を解消している。

## レース参戦歴

### 2001年
全日本GT選手権（JGTC：現 SUPER GT）GT300クラスに、ポルシェ・911 GT3Rの2台体制で参戦を開始する。62号車をエースカーとし、もう1台の63号車はレイジュンとのジョイントによる参戦であった。前年の同型車の活躍を受けて性能調整が施された関係で、苦戦を強いられたが、最終戦の第7戦でポールポジションを獲得した。しかし勝利を挙げることはできなかった。

### 2002年
引き続きJGTCに2台体制で参戦。62号車は前年の911 GT3Rに換えて、イギリスのVEMACと共同開発して制作されたヴィーマック・RD320Rを第2戦より投入。エンジンはホンダ・C32B型 V6エンジンを改造し搭載された。デビュー戦ではポテンシャルの高さをアピールし、パーフェクトウィン（ポールトゥーウィンとファステストラップ）を達成した。もちろんチームにとって初めての勝利となった。
その後は速さをアピールしたものの、開発途上のマシンのため信頼性に欠けトラブルでリタイヤするケースが目立った。鈴鹿1000kmでの勝利を挟んで後半戦からは信頼性が向上したものの、あまりにポテンシャルが高すぎてライバルとは桁違いの差があったため、度重なる性能調整が施されてしまう。しかし、それでもRD320Rは順調に勝利を重ねた。そして、最終戦では性能調整としてウェイト150kgととてつもない調整が施されてしまい、チャンピオン獲得はならなかった。
この年の成績は、62号車はポールポジション4回、優勝3回。63号車は引き続きマシンの戦闘能力が低いため苦戦したものの、第3戦で混戦の中着実に順位を上げ、3位を獲得した。

### 2003年
GT500クラスにステップアップを果たす。GT500への参戦にあたって大幅な戦闘力の向上が必要であり、新型マシンヴィーマック・RD350Rが製作され、前年デビューウィンを飾った富士スピードウェイでデビューした。
しかし、GT500では巨大な設備を持ったワークス・チームが相手となるため、彼らに比べて設備面で劣り開発もそれほど早く進めることはできなかったRD350Rは苦戦を強いられ、シーズンを通して上位に進出することはできなかった。また、350Rは320Rと車体面で大きな差がなく、エンジンもザイテック製 ZV348型 V8エンジンがリストリクターの関係でパワー不足であったことも原因であった。しかし、第4戦ではタイヤ選択のおかげでコースコンディションの変化に対応でき、その結果8位を獲得した。
なお、自らのチームでGT300クラスには参戦しないものの、プライベーターに前年参戦していた320Rを供給した。

### 2004年
前年の苦戦を受け、専用マシンを新規に開発する必要があったため開発に専念することとなり、JGTCへのフル参戦はしなかった。
その代わり、かつてジョイント参戦したレイジュンが前年の最終戦よりRD320Rで参戦。マシンメンテナンスを担当し、間接的ではあるがGT300クラスに復帰した。マシン開発は順調に進み、秋頃にはマシンが完成しシェイクダウンが行われた。このマシンはヴィーマック・RD408Rという車で、エンジンはRD350Rのザイテック製エンジンが非力であったことを反省し、新たにM-TEC製 MF408S型 V8エンジンが搭載された。
当初は翌年から参戦の予定だったが、先行的に最終戦にスポット参戦することになった。結果は序盤のアクシデントに巻き込まれたせいで上位に進出することはできなかったが、大きなトラブルもなく完走した。

### 2005年
RD408RでSUPER GT（この年にJGTCから名称変更）GT500クラスに参戦を予定していたが、急遽予定を変更し、2003年にGT500に参戦したRD350RをGT300に投入し参戦することとなった。しかし、アクシデントに巻き込まれたり、アクシデントの原因を作ってしまったこともあったため、思ったほどの活躍ができずにシーズンを終えた。
また、この年より参戦したディレクシブとこれまでNSXで参戦してきたベルノ東海ドリーム28のRD320Rのメンテナンスを担当した。

### 2006年
RD350Rに代わって、GT300クラスに、2004年の最終戦にGT500クラスでスポット参戦したRD408Rで参戦した（同じ車だが、クラスダウンに伴いリストリクター制限が厳しくなり、エンジン出力等は低下している）。第3戦でチームとしては2002年の第7戦以来となる優勝を飾った。
第5戦より柴原眞介のパートナーが八木宏之から黒澤治樹に変わった。最終戦でもトップを快走していたが、最後の最後でガス欠になってしまいリタイアとなってしまった。しかし、このことが今シーズンのタイトル争いに大きく影響したといえるだろう。
また第7戦より、前戦（鈴鹿1000km）を最後に活動中止となったディレクシブに代わってRD320Rを走らせることとなった。これは、ディレクシブでドライブしていた密山祥吾と谷口信輝のドライバーズランキングがトップであることから、このまま参戦継続しドライバーズタイトルを獲得しようということで、メンテナンスを請け負っていたR&Dがエントラントとなって参戦することになった。監督には鈴木利男を新たに迎え入れ盤石の体制で残り3戦を戦う。これにより、新マシン名は「アネブルADVAN RD320R」となった。しかし、資金不足によりテストに参加できなかったことが原因で失速してしまい、ラスト2戦の大事なところでノーポイントに終わりタイトル獲得はならなかった。結果はシリーズ3位となっている。

### 2007年
前年同様GT300クラスにRD408Rを開発しながら参戦する事となった。ドライバーも柴原と黒澤のコンビで継続される。第5戦より従来のマシンでのノウハウをもとに新たに制作された新車にスイッチした。この新車投入後、調子が上向き第6戦では3位、第7戦では2位、第8戦では優勝という3連続表彰台で一気にタイトル争いに加わるが、最終戦ではウェイトハンデが重く本来の走りができず、惜しくもタイトル獲得を逃したが、シリーズ3位という成績を獲得した。

### 2008年
SUPER GTにおける体制面やドライバーやマシンは前年と変わらず同じ布陣での参戦となったが、第1戦の鈴鹿で予選中に柴原眞介がクラッシュにより負傷したため、第2戦以降代役として密山祥吾が参戦。規定変更に伴い前年よりコーナリングスピードを上げる改良を施したが、それが裏目となりストレートスピードが全く伸びない事態に見舞われ前年の勢いを失ってしまった。第5戦に開幕戦で負傷した柴原が復帰を果たしたが、結局前年同様の活躍を見せることなく、この年は優勝を果たすことができず、最終戦で2位に入ったのが唯一の表彰台となった。
またこの年には、ル・マン24時間レースに参戦する東海大学チームの監督を務める林義正から支援を求められ、同チームにメカニックの派遣等の協力を行っている。

### 2009年
RD408Rから、スバル・レガシィ B4に車両を変更し、第6戦鈴鹿より出場した。デビュー戦では予選中にフロントデフのトラブルにより出火し、出走を取りやめた。その後も開発を進めたが、目立った結果を出せなかった。
また、同年7月27日には2008年3月末時点で東京R&Dから完全に独立していたことを明らかにした。

### 2010年
体制はそのままにドライバーは前年から継続となる山野哲也に加え佐々木孝太が加入した。車両も前年に引き続きレガシィを使用するが、前年度までのAWDをFR化しての参戦となった。さらに第5戦からトランスアクスル化を実施し、第6戦鈴鹿でレガシィの初勝利を上げたものの表彰台はこの1度だけとなった。

### 2011年

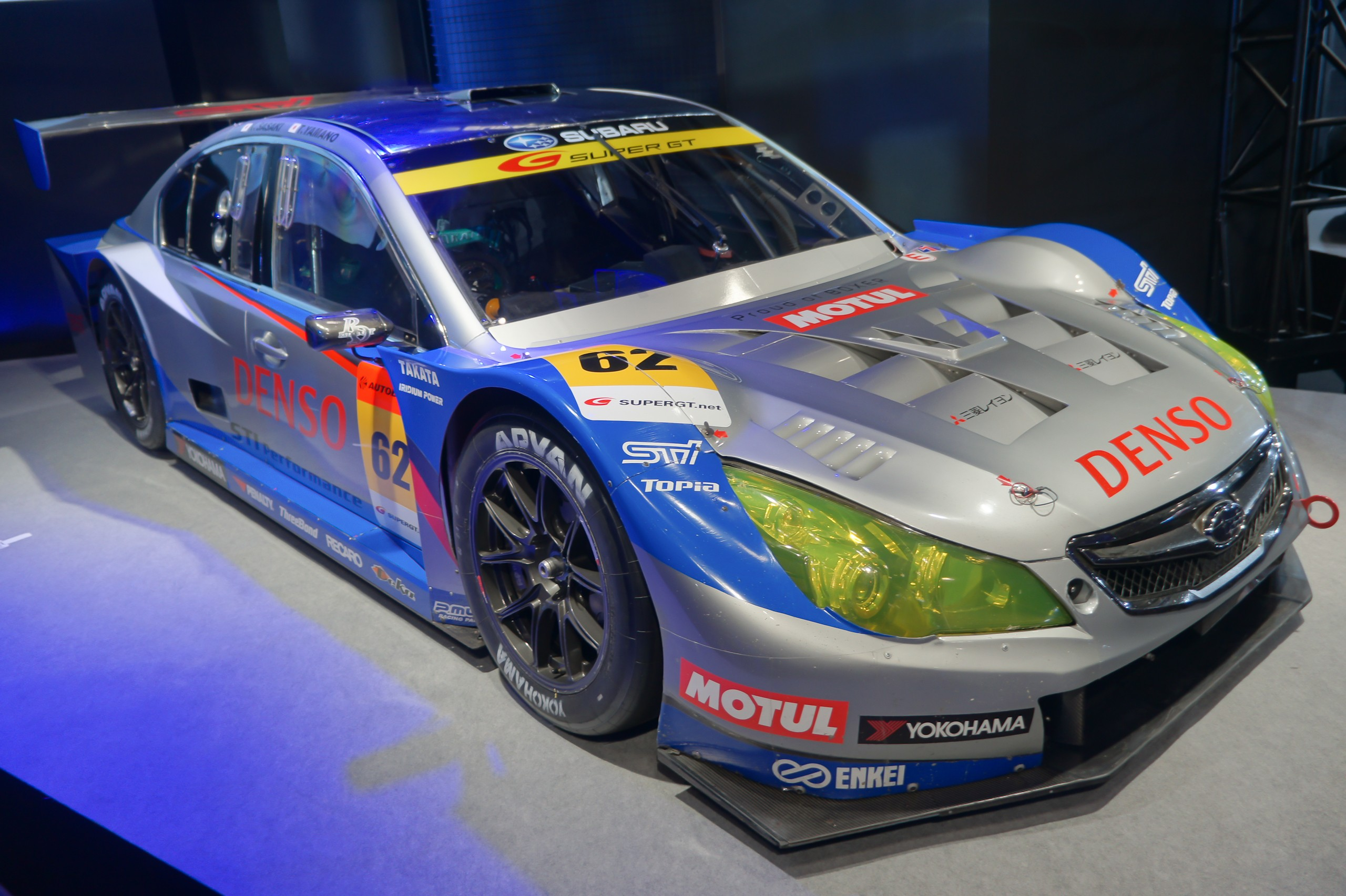
スバル・レガシィB4（2011年仕様）

前年と全く同じ体制・ドライバー・マシンでの参戦となった。この年はラウンドを重ねるごとに速さを見せて行き、第5戦鈴鹿と第7戦オートポリスの2勝を上げたものの、第2戦と第4戦でのノーポイントが響きチャンピオン争いに加わる事は出来なかった。

### 2012年

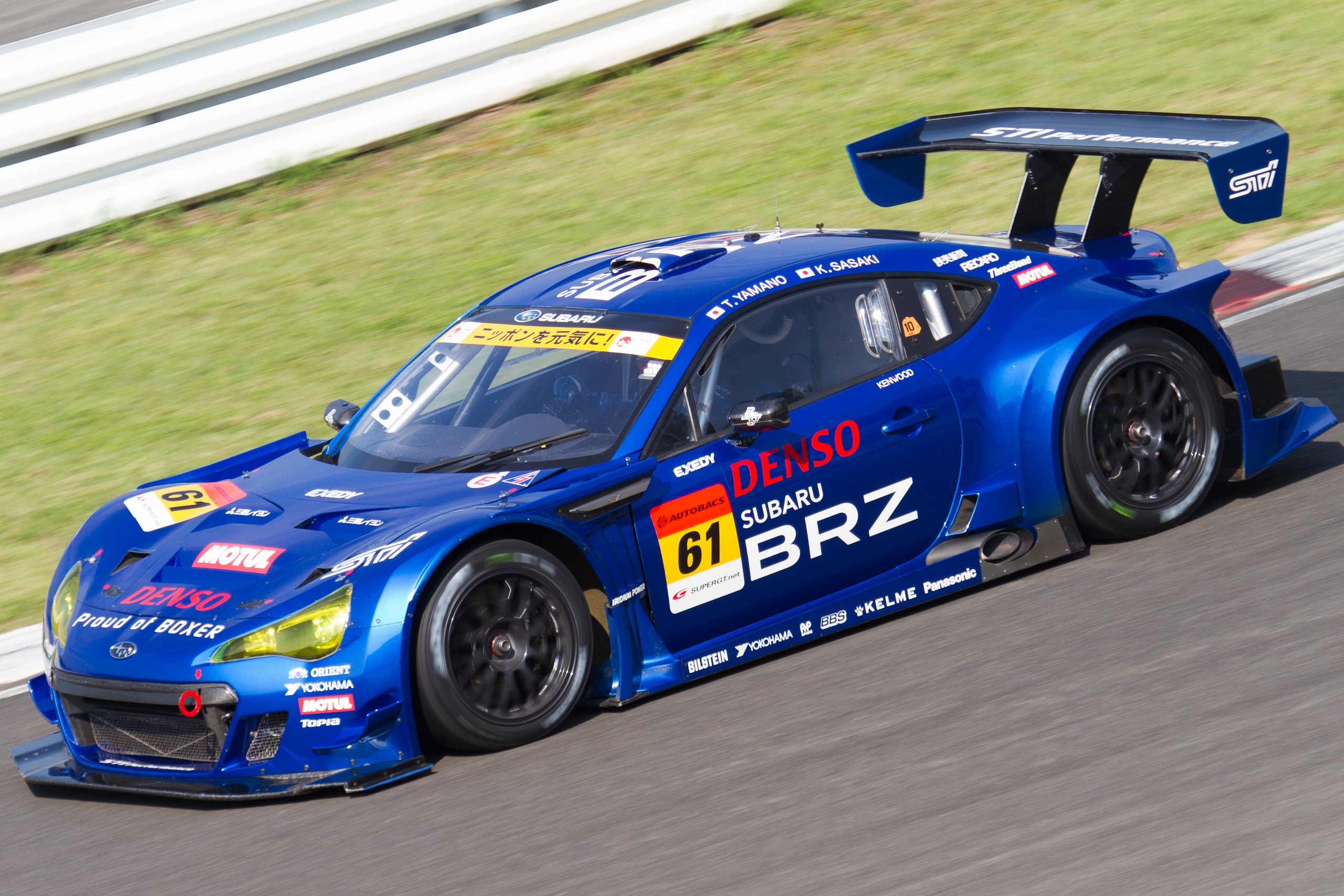
SUBARU BRZ R&D SPORT（2012年仕様）

ドライバーは前年から継続であるが、マシンはスバル・BRZへと変更され、マシン開発をSTIが担当しR&Dはチーム運営を担当するという形でのジョイント参戦となる。
デビューイヤーでは8戦中5戦、ポイントを獲得するも一度も表彰台を獲得することはなくシリーズ14位で終えた。

### 2013年
タイヤをヨコハマからミシュランへ変更。第5戦鈴鹿ではBRZ初の優勝を飾った。コースレコードや年間ポール記録を更新するなど予選での速さはあったものの、決勝ではストレートスピードが伸び悩み、第5戦鈴鹿での勝利のみに留まった。年間を通して順調にポイントを重ねたもののシリーズ4位でシーズンを終えた。
第8戦もてぎでは山野哲也がこの年限りで勇退することを発表した。

### 2014年
山野が勇退したことを受けて、昨年第5戦鈴鹿で第3ドライバーを務めた井口卓人が加入した。第1・2戦では思うような結果を出せなかったが、第3戦では2位表彰台を獲得。第4戦では苦戦を強いられたが、第5戦ではポールポジションを獲得し、決勝でも圧倒的な速さを見せつけ、最終的には悪天候によるセーフティカーランのままチェッカーを受け、一度もトップを譲ることなく優勝した。
第6戦では9位、7戦では5位入賞をし、シリーズ5位で締めくくった。

### 2015年
山内英輝が加入し、タイヤをミシュランからダンロップへスイッチした。第2〜6戦まで比較的コンスタントにポイントを重ねるが、今ひとつランキング上位には届かずシリーズ13位。

### 2016年
菅生で今季初の表彰台に続き富士でも同じく3位を獲得し、鈴鹿1000kmレースで今季初優勝を飾った。鈴鹿での優勝により、ランキングトップに立ったが第7戦にてクラッシュによりリタイア。熊本地震によって中止となった第3戦の代替レースではライバルと接触しリタイア、最終戦で順位を落とし、チャンピオン獲得はならなかった。

### 2017年
開幕戦岡山では好調な走りを見せるもマシントラブルによりリタイア。第3戦オートポリスでは稀に見る僅差で2位表彰台を獲得。その後も第6戦まではポイント圏内で完走したが、第7・8戦ではマシントラブルによりリタイアし、シリーズランキング9位。

### 2018年
第2・4・5戦にてマシントラブルにより前年同様にリタイアが目立つシーズンとなったが、第3戦では3位表彰台、第6戦菅生ではポールトゥーウィンを獲得し、2016年第6戦の鈴鹿以来の優勝となった。第8戦もてぎでは6位入賞を果たし、シリーズ8位という結果で終えた。

### 2019年
開幕戦岡山にて4位を獲得。第2戦の富士ではリタイアしたものの、第3戦鈴鹿では3位表彰台を獲得。第5戦富士にて10位で完走したが、第6戦〜第8戦はマシントラブルなどに悩み、シリーズ18位という不本意な結果に終わった。
また第7戦菅生にて今季初のポール獲得、コースレコード更新の快挙を達成した。

### 2020年
開幕戦富士でリタイアしたものの第2戦富士にて今季初の表彰台を獲得し、第3戦鈴鹿で4位、第4戦もてぎで3位と立て続けに上位でゴール。第5戦富士ではウェイトハンデに苦しみ、第6戦鈴鹿では優勝の可能性があったがセーフティカーのタイミングが合わず、ポイント圏外完走。第7戦で今季初のポールポジションを獲得し、第6戦同様に優勝の可能性があったが、またしてもセーフティカーのタイミングが合わずレース終盤にライバルとの接触により順位を落とし5位（チェッカーは6位で受けたが接触したライバルにペナルティが課せられた為）。ドライバーズランキング5位でチャンピオン争いの勝負権を持って迎えた最終戦富士では、フリー走行及び予選でコースレコードを更新した（記録として残ったのはライバルの52号車）。決勝では一時トップに浮上したが、後半でタイヤの摩耗に苦しみペースが上げられず8位でチェッカーを受け、チームランキング6位、ドライバーズランキング5位でシーズンを終え、チャンピオン獲得は叶わなかった。

### 2021年
マシンがスバル・BRZ（2代目モデル）へ変更された。開幕戦岡山では苦戦を強いられたが、第2戦富士では今季初のポールポジション及び2位表彰台を獲得した。第3戦鈴鹿では今季2度目のポールポジションを獲得したものの、決勝は第4戦共々タイヤの摩耗に苦しみ不本意な結果に終わった。第5戦菅生では今季3度目のポールポジション獲得、決勝ではポールトゥーウィンを果たし、ランキングトップに立った。続く第6戦オートポリスでは、最大サクセスウェイト100kg+BOP50kgを搭載することになったが、予選では2番手、決勝では3位でチェッカーを受けて今シーズン3回目の表彰台入り、単独でのドライバーズタイトル、チームランキングでも1位で単独浮上となった。第7戦は6位で終わってしまったが、最終戦の富士にて今季4度目のポールポジション獲得、決勝結果で3位という成績を収め悲願の初ドライバータイトル、チームランキングともにシリーズチャンピオン獲得となった。第6戦オートポリス、第7戦もてぎ、最終戦富士の予選ではコースレコードを更新し、このうち富士でのタイムがコースレコードとして残った。

### 2022年
チャンピオンナンバーの「0」を使用せず本来のナンバーである「61」を継続使用する。開幕戦岡山ではコースレコードを更新するタイムでポールポジションを獲得したものの、決勝レース中のピットアウト時にエンジンが再始動しないトラブルに見舞われ、9位で終わったが、第2戦富士でもポールポジションを獲得し、今季初の3位表彰台を獲得した。第3戦鈴鹿では予選Q2中にマシントラブルに見舞われ、予選15位、決勝12位となった。第4戦富士は山内英輝のGT参戦100戦目となった。Q2でポールポジションへ0.017秒届かずフロントローからのスタート。決勝では86周目に11号車をパスし、そのままトップチェッカーとなり今季初優勝となった。第5戦鈴鹿はサクセスウェイト89Kg+BOP75Kgを搭載することとなり、苦戦を強いられ、予選22位、決勝18位となった。第6戦菅生は前戦に引き続きサクセスウェイト89Kg+BOP75Kgを搭載しながらも、ポールポジションを獲得し、8位完走となった。第7戦オートポリスはサクセスウェイトが半減。今季4度目となるポールポジションを獲得し、決勝は2位表彰台を獲得した。最終戦となる第8戦モビリティリゾートもてぎではサクセスウェイトが無搭載となるも、予選でのクラッシュにより16位、決勝では最終ラップでのガス欠により20位となり、チームランキング3位、ドライバーランキング2位で今季を終えた。